# Hospital Universitário de Lisboa Oriental
O Hospital de Todos-os-Santos (HTS), anteriormente Hospital de Lisboa Oriental, será um novo hospital central, geral, universitário e polivalente, situado na freguesia de Marvila, no município de Lisboa. Esta nova unidade hospitalar vai substituir unidades dispersas da Unidade Local de Saúde de São José (ULS São José), que agrega o Hospital de São José, Hospital de Santo António dos Capuchos, Hospital de Santa Marta, Hospital de Dona Estefânia, Hospital Curry Cabral, Maternidade Alfredo da Costa, Hospital Júlio de Matos, Instituto de Oftalmologia Dr. Gama Pinto e Hospital de São Lázaro (clínica pré-operatória). Deverá entrar em funcionamento em 2027 e terá capacidade para 879 camas, podendo ser aumentada para 1065 em situações de contingência.
O Hospital vai dispor de todas as atuais especialidades médicas existentes na ULS São José, a que acrescem as de Reumatologia, Medicina Nuclear e Radioncologia (Radioterapia Oncológica), estando prevista uma ligação reforçada ao Ensino Superior com forte componente de ensino e investigação científica na área da saúde.

## História
O concurso público foi lançado pelo XVII Governo Constitucional em 2008, tendo chegado a sair vencedor o consórcio Salveo – Novos Hospitais, da Soares da Costa, MSF e Alves Ribeiro, mas a decisão de adjudicação viria a ser anulada no final de 2013, dados os riscos que acarretaria a obrigatoriedade de prestação de uma fiança do Governo ao Banco Europeu de Investimento (BEI).
Entretanto, em 2011, Portugal tinha solicitado ajuda externa e um resgate financeiro, razão pela qual o regime previsto pelo XIX Governo Constitucional para a gestão do hospital passou a ser o de parceria público-privada (PPP), decisão que o XXI Governo Constitucional reverteu, passando a estar previsto que o novo hospital seja parte integrante do Serviço Nacional de Saúde e tenha gestão pública, com uma PPP apenas destinada à construção do equipamento. O custo total da obra ronda os 432 milhões de euros, podendo haver financiamento de médio prazo pelo Banco Europeu de Investimento (BEI), sendo 300 milhões destinados a construção e manutenção (a cargo do consórcio privado) e 100 milhões para aquisição de equipamento hospitalar (a cargo do Estado).
O novo hospital será construído num terreno com 130 000 metros quadrados de área, com área bruta de construção de 180 000 metros quadrados, em duas parcelas de terreno inicialmente previstas junto ao atual bairro do Condado: a parcela A, de maior área, compreendida entre a Avenida João Paulo II, a Avenida Paulo VI e a Avenida Marechal António de Spínola; a parcela B, compreendida entre a Rua Salgueiro Maia, a Avenida República da Bulgária e a Avenida Marechal António de Spínola. As duas parcelas estão separadas pela Avenida Dr. Augusto de Castro, albergarão os serviços assistenciais (urgências, internamentos e todo o acompanhamento aos doentes), tendo sido alienadas pela Câmara Municipal de Lisboa ao Estado em 2010 para efeitos de construção do novo hospital. Como tal, existirão ligações rodoviárias e pedonais entre as duas parcelas, podendo estas ser subterrâneas ou aéreas (atravessando a Avenida Dr. Augusto de Castro).
No entanto, atendendo à necessidade de evitar uma excessiva volumetria ou o recurso à construção em altura dos edifícios, à facilitação da criação de acessos viários na zona envolvente, da fluidez do tráfego e da ligação aos transportes públicos (estações Bela Vista e Chelas do Metropolitano de Lisboa), a CML alienou ao Estado, já em 2017, uma terceira parcela, a parcela C, compreendida entre a Avenida República da Bulgária, a Avenida Marechal António de Spínola e a Avenida Dr. Augusto de Castro, o que permitiu um aumento da área do novo hospital. A CML comprometeu-se a efetuar todas as ligações viárias necessárias e a dotar o local de autocarros da Carris, agora gerida a nível municipal. Nesta parcela C, que terá apenas ligação à parcela B (não à parcela A) através de um circuito pedonal pela Avenida Dr. Augusto de Castro ou de uma ligação aérea sobre a Avenida Marechal António de Spínola, ficará localizado o pólo de ensino universitário, formação e investigação clínica, precisamente por não haver necessidade tão premente de ligação com as outras parcelas. O pólo universitário terá estreita ligação com instituições de ensino superior na área da Saúde, em particular a Faculdade de Ciências Médicas da Universidade Nova de Lisboa (FCM-UNL), que, mantendo as suas instalações no Campo Mártires da Pátria, terá no novo hospital um local complementar para a prática clínica dos seus alunos e investigadores, em substituição das atuais unidades do CHLC, consideradas obsoletas em termos de formação clínica.
Em 2014, na sequência da decisão de um grupo de trabalho criado pelo Ministério da Saúde, a área útil de construção aumentou em cerca de 5 800 metros quadrados, pois passou a estar prevista a valência de cuidados maternos-infantis (com 10 quartos de partos) e também de procriação medicamente assistida, que tinham ficado de fora do projeto inicial.
Depois, no final de 2013, a abertura do hospital passou a estar prevista para 2016; em 2015, passou a estar prevista para 2019, com lançamento do concurso previsto para o segundo trimestre de 2015 e início da construção em Janeiro de 2016. Em 2016, a abertura passou a estar prevista para 2021 (na melhor das hipóteses, tendo em conta dois anos e meio de construção), com lançamento do concurso previsto para 2017 e início da construção no segundo semestre de 2018. Foi confirmado, em Abril de 2017, o lançamento do concurso de construção no 2º semestre de 2017, com o prazo para apresentação de propostas nos seis meses subsequentes, avaliação pelo júri até Maio de 2019, seleção do vencedor em Julho de 2019, assinatura do contrato em Dezembro de 2019, após uma fase de negociações entre o Estado e o consórcio vencedor, e fase de construção nos anos de 2020, 2021 e 2022, com abertura do novo hospital prevista para Janeiro de 2023. Ainda será necessário aferir se é necessária a emissão de declaração de impacto ambiental e também a emissão de despacho de comportabilidade pela Direção-Geral do Orçamento, bem como a garantia da Autoridade Nacional da Aviação Civil de que a altura máxima dos edifícios não excederá o permitido, de modo a não interferir com o corredor do Aeroporto de Lisboa por onde circulam aeronaves a baixa altitude. A adjudicação da obra de construção do HULO apenas foi assinada em julho de 2022, por despacho da ministra da Saúde do XXIII Governo Constitucional, Marta Temido, e do secretário de Estado do Tesouro, João Nuno Mendes, originando a derrapagem dos prazos anteriormente previstos. A obra foi adjudicada ao consórcio Hygeia – Edifícios Hospitalares, SGPS, S.A.; InfraRed Infrastructure V Investments Limited; Mota-Engil, Engenharia e Construção, S.A.; Mota-Engil Europa, S.A; e Manvia– Manutenção e Exploração de Instalações de Construção, S.A., em regime de Parceria Público-Privada (PPP) apenas no que toca à construção do equipamento, tal como inicialmente previsto. A assinatura do contrato teve lugar em fevereiro de 2024, após o que será iniciada a execução da obra, com previsão de conclusão para 2027.
O propósito do novo hospital é substituir a maior parte das valências existentes nas unidades hospitalares dispersas da Unidade Local de Saúde de São José (ULS de São José): Hospital de São José, Hospital de Santo António dos Capuchos, Hospital de Santa Marta, Hospital de Dona Estefânia, Hospital Curry Cabral, Maternidade Alfredo da Costa, Hospital Júlio de Matos, Instituto de Oftalmologia Dr. Gama Pinto e Hospital de São Lázaro (clínica pré-operatória), pela sua desadequação funcional (a maior parte estão instalados em conventos e edifícios antigos que não oferecem condições de segurança e resistência sísmica, nem têm possibilidade de expansão). A ULS de São José resultou da integração das unidades dos Centro Hospitalar de Lisboa Central (CHLC) e do Centro Hospitalar Psiquiátrico de Lisboa (CHPL) com as unidades do Agrupamento de Centros de Saúde de Lisboa Central (ACES de Lisboa Central), no contexto da reorganização do Serviço Nacional de Saúde (SNS). Serão também criadas as novas valências de Reumatologia, Medicina Nuclear e de Radioncologia, o que permitirá à ULS de São José ter uma unidade de radioterapia, evitando a transferência de doentes para o Instituto Português de Oncologia e levando a uma poupança significativa em termos financeiros. Terá 875 camas, mais 360 de reserva, caso seja necessário um alargamento, mas têm vindo a ser levantados receios, pela Assembleia Municipal de Lisboa, de que o número não seja suficiente para substituir as 1 307 camas de todas as unidades do CHLC, assim como receios sobre a desativação das unidades hospitalares acima referidas, situadas no centro histórico de Lisboa. Não haverá camas alocadas a especialidades médicas concretas (à exceção da unidade de cuidados intensivos e da unidade de transplantes), já que estas serão geridas de acordo com a disponibilidade dos internamentos; haverá 705 camas em funcionamento normal e um máximo de 977 camas em situação de contingência, transformando-se em quartos duplos os quartos individuais com capacidade de expansão (e possibilidade de permanência de acompanhante). Terá entre quatro e cinco pisos de altura e 2 945 lugares de estacionamento, 1 450 dos quais subterrâneos.
Em resposta a estas preocupações expressas pela AML, a Administração Regional de Saúde de Lisboa e Vale do Tejo (ARS-LVT) emitiu um documento onde estão expressas, de forma genérica, as intenções do destino a dar às unidades hospitalares do CHLC:
- Hospital de Dona Estefânia - as suas atuais valências serão transferidas para a ala pediátrica autónoma do novo hospital. O objetivo será dedicar o espaço a "funções relacionadas com a criança e a adolescência", numa parceria com o município de Lisboa onde se instalarão organizações que trabalhem com crianças, podendo eventualmente acolher uma Unidade de Cuidados Continuados Integrados Pediátricos. Está também prevista a construção da Unidade de Saúde Familiar de Arroios, com valências de cuidados materno-infantis e planeamento familiar.[9]
- Maternidade Alfredo da Costa - as suas atuais valências serão transferidas para a unidade central de saúde materno-infantil do novo hospital. Tal não impediu, contudo, a contestação ao encerramento da MAC, pelos cuidados de referência que presta a nível nacional, mas que ainda não tem futuro definido, estando apenas previsto que se mantenha "ao serviço da Saúde".[9][10]
- Hospital Curry Cabral - as suas atuais valências serão transferidas para o novo hospital, estando apenas previsto que se mantenha "ao serviço da Saúde", mas apenas para atividades que "se revelem necessárias no médio/longo prazo".
- Hospital de Santa Marta - as suas atuais valências serão transferidas para o novo hospital, mas parte das suas instalações ficarão "ao serviço da Saúde" no que toca a doenças cardiovasculares, uma especialidade de referência desta unidade. Está prevista uma Unidade de Cuidados de Saúde Primários para o local.
- Hospital de Santo António dos Capuchos - será totalmente encerrado e desafetado do uso hospitalar.
- Hospital de São José - as suas atuais valências serão transferidas para o novo hospital. Manter-se-á em funcionamento como hospital de proximidade: apenas terá urgência básica, pequena cirurgia e, no máximo, 300 camas.[22]

Segundo o XXI Governo Constitucional, o Estado pagará uma renda anual, durante 27 anos a partir da abertura do novo hospital (2023), ao operador privado responsável pela construção do novo hospital de cerca de 16 milhões de euros por ano (num total de 432 milhões de euros), o que permitirá uma poupança anual de 68 milhões de euros, devido à dispersão dos atuais hospitais do Centro Hospitalar Lisboa Central e à inadequação das suas instalações, o que leva a que os custos por doentes nestes hospitais sejam 20% superiores aos dos restantes hospitais centrais do país. Sendo a PPP celebrada apenas com o objetivo da construção do hospital, o Estado terá a seu cargo a gestão clínica, pela qual investirá cerca de 100 milhões de euros em material pesado e não pesado, onde se destacam “26 salas de operações (uma das quais híbrida), cerca de 113 gabinetes de consulta externa, mais 19 de reserva, 26 postos para quimioterapia, e uma inovação em matéria da radioterapia, com três aceleradores lineares num ‘bunker’ que poderá alojar um quarto acelerador linear”. Estão ainda previstos 39 lugares de hospital de dia para pediatria e pedopsiquiatria, 38 monitores de hemodiálise e 17 postos de hospital de dia.
A proposta inicial previa que a nova unidade se denominasse Hospital de Todos-os-Santos, devido ao histórico Hospital Real de Todos os Santos, que existiu na capital portuguesa e foi muito importante antes do Terramoto de 1755. No entanto, em 2009, uma providência cautelar interposta pela clínica privada de Todos-os-Santos foi aceite pelo Tribunal de Comércio de Lisboa, que não queria ver o seu nome confundido com o do hospital, alegando violação dos direitos de propriedade industrial; deste modo, a nova unidade passou a ter o nome previsto de Hospital Universitário de Lisboa Oriental (HULO).

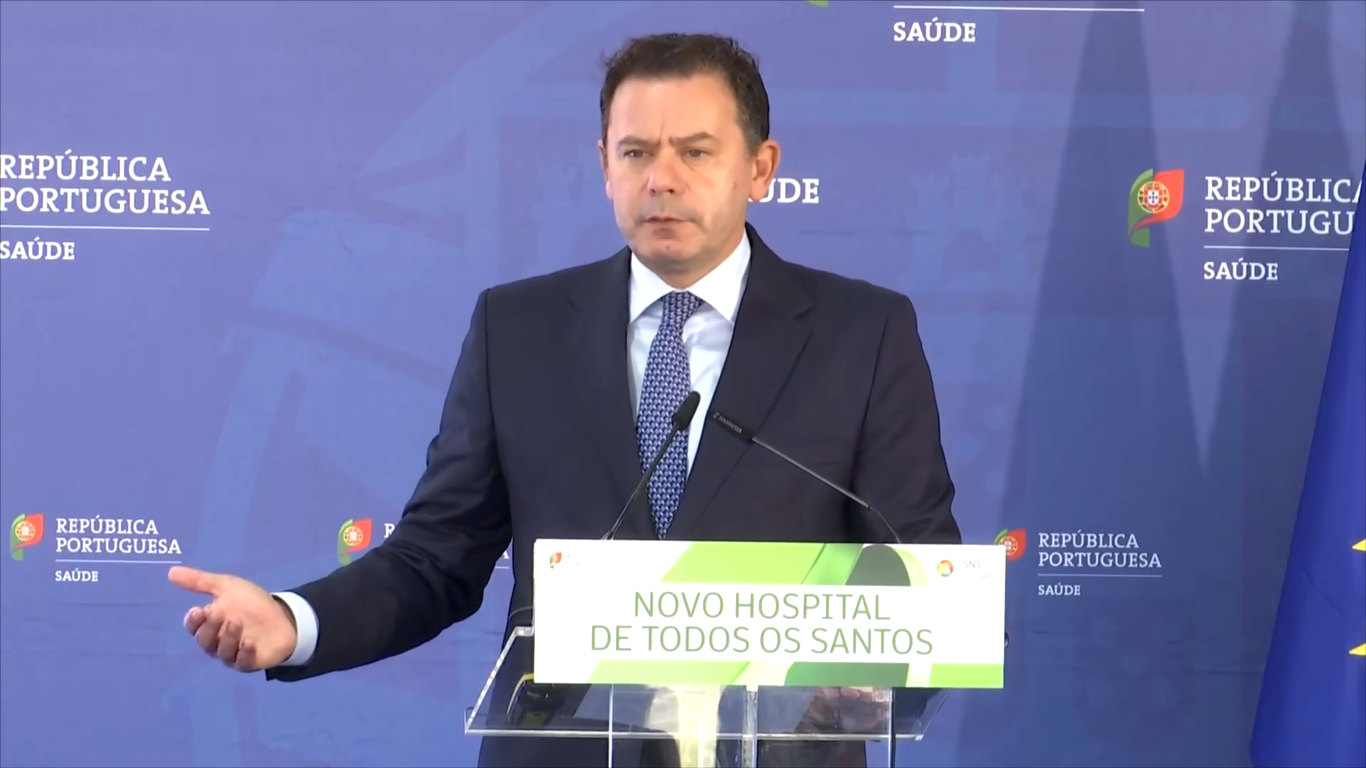
Luís Montenegro no lançamento da obra do novo Hospital de Todos-os-Santos em outubro de 2024

Em maio de 2024, o Tribunal de Contas concedeu visto prévio ao contrato para a construção do novo Hospital. Em agosto de 2024, o governo comprou 5 terrenos à Câmara Municipal de Lisboa, juntando-se a outras 13 adquiridas para o mesmo efeito em 2010. A 7 de outubro de 2024, começou a construção desta unidade hospitalar, num investimento que deverá rondar os 380 milhões de euros.

## Características
Esta unidade hospitalar terá três edifícios ligados entre si, numa área total de 180.000 m² e uma capacidade inicial de 879 camas, que poderá ser aumentada para 1065 em situações de contingência. As obras arrancaram dia 7 de outubro de 2024, num investimento que deverá rondar os 380 milhões de euros.